# Al Cohn
Al Cohn, pseudonimo di Alvin Gilbert Cohn (Brooklyn, 24 novembre 1925 – Stroudsburg, 15 febbraio 1988), è stato un sassofonista, arrangiatore e compositore statunitense.

## Discografia

### Da solista
- 1950 - Cohn's Tones
- 1956 - Cohn on the Saxophone (Dawn Records)
- 1957 - The Al Cohn Quintet Featuring Bob Brookmeyer (Coral Records, con il trombonista Bob Brookmeyer)
- 1962 - Jazz Mission to Moscow (Colpix Records)
- 1975 - Play It Now (Xanadu Records)
- 1976 - Al Cohn's America (Xanadu)[2]
- 1976 - True Blue (Xanadu) - with Dexter Gordon
- 1976 - Silver Blue (Xanadu, con Dexter Gordon)
- 1977 - Heavy Love (Xanadu, con Jimmy Rowles)
- 1979 - No Problem (Xanadu)
- 1981 - Nonpareil (Concord Records) - with Lou Levy, Monty Budwig, Jake Hanna
- 1981 - Tour De Force (live in Giappone, con Buddy Tate e Scott Hamilton)
- 1984 - Standards of Excellence (Concord)
- 1987 - Rifftide (Timeless Records)

### Collaborazioni
Con Trigger Alpert
1956 - Trigger Happy! (Riverside, pubblicato anche come East Coast Sounds)
Con Art Blakey
- 1957 - Art Blakey Big Band (Bethlehem)

Con Kenny Burrell
- 1957 - Earthy (Prestige)

Con Mundell Lowe
1961 - Satan in High Heels (Charlie Parker, colonna sonora)

Con Lalo Schifrin e Bob Brookmeyer
1963 - Samba para dos (Verve)

Con Bob Brookmeyer
1954 - Storyville Presents Bob Brookmeyer

Con Zoot Sims
- 1956 - From A to

- 1957 - Al and Zoot
- 1960 - Either Way

- 1960 - Blues and Haikus
- 1960 - You 'n' Me
- 1973 - Body and Soul
- 1975 - Motoring Along
- 1957 - Hoagy Carmichael Sessions and More
- 1968 - Easy as Pie: Live at the Left Bank (live in Baltimora, con il pianista Dave Frishberg)
- 2007 - Complete Original Quintet/Sextet Studio Recordings (Lone Hill Jazz, raccolta)

### Come arrangiatore
Con Mark Murphy
- 1962 - That's How I Love the Blues! (Riverside)